# 젬베
젬베(djembe, /ˈdʒɛm.bɛ/)는 서아프리카의 북이다. 다라부카와 함께 몸체는 술잔 모양을 띠고 있는데 나무를 조각하여 그 위에 가죽 등을 밧줄로 팽팽하게 당겨 만든다. 가죽면이 위로 오도록 세워놓고 손으로 두드려 연주한다. 외국어로는 djembé, jembe, jenbe, djimbe, jimbe, 또는 dyinbe 등 매우 다양한 명칭으로 불린다. 연주할 때 통나무를 두드리는 소리가 들린다